# پیر شیبر
پیر شیبر (فرانسوی: Pierre Chibert‎) بازیکن هاکی روی چمن اهل بلژیک بود. از افتخارات وی می‌توان به کسب مدل برنز در بازی‌های المپیک تابستانی ۱۹۲۰ اشاره کرد.